# Darryl F. Zanuck
Darryl Francis Zanuck (Wahoo, 5 settembre 1902 – Palm Springs, 22 dicembre 1979) è stato un produttore cinematografico statunitense.

## Biografia

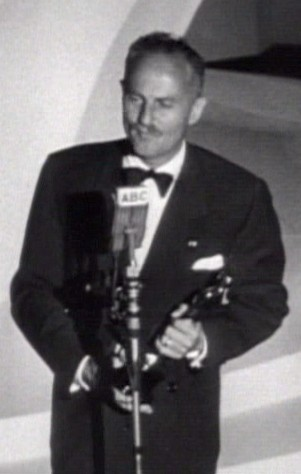
Darryl F. Zanuck alla cerimonia degli Oscar

Inizia la sua carriera nel cinema come soggettista e sceneggiatore usando anche lo pseudonimo di Melville Crossman; dal 1928 al 1932 è alla Warner Bros., per la quale produce Piccolo Cesare (1931) di Mervyn LeRoy, Nemico pubblico (1931) di William A. Wellman, Quarantaduesima strada (1933) di Lloyd Bacon. Nel 1933 fonda con Joseph Schenck la Twentieth Century Pictures e inizia a produrre vari film. Nel 1935 la sua compagnia si fuse con la Fox Film Corporation divenendo la 20th Century Fox (ora conosciuta come 20th Century Studios). Il trattino tra "Century" e "Fox" fu eliminato dal nome della società solo nel 1985. 

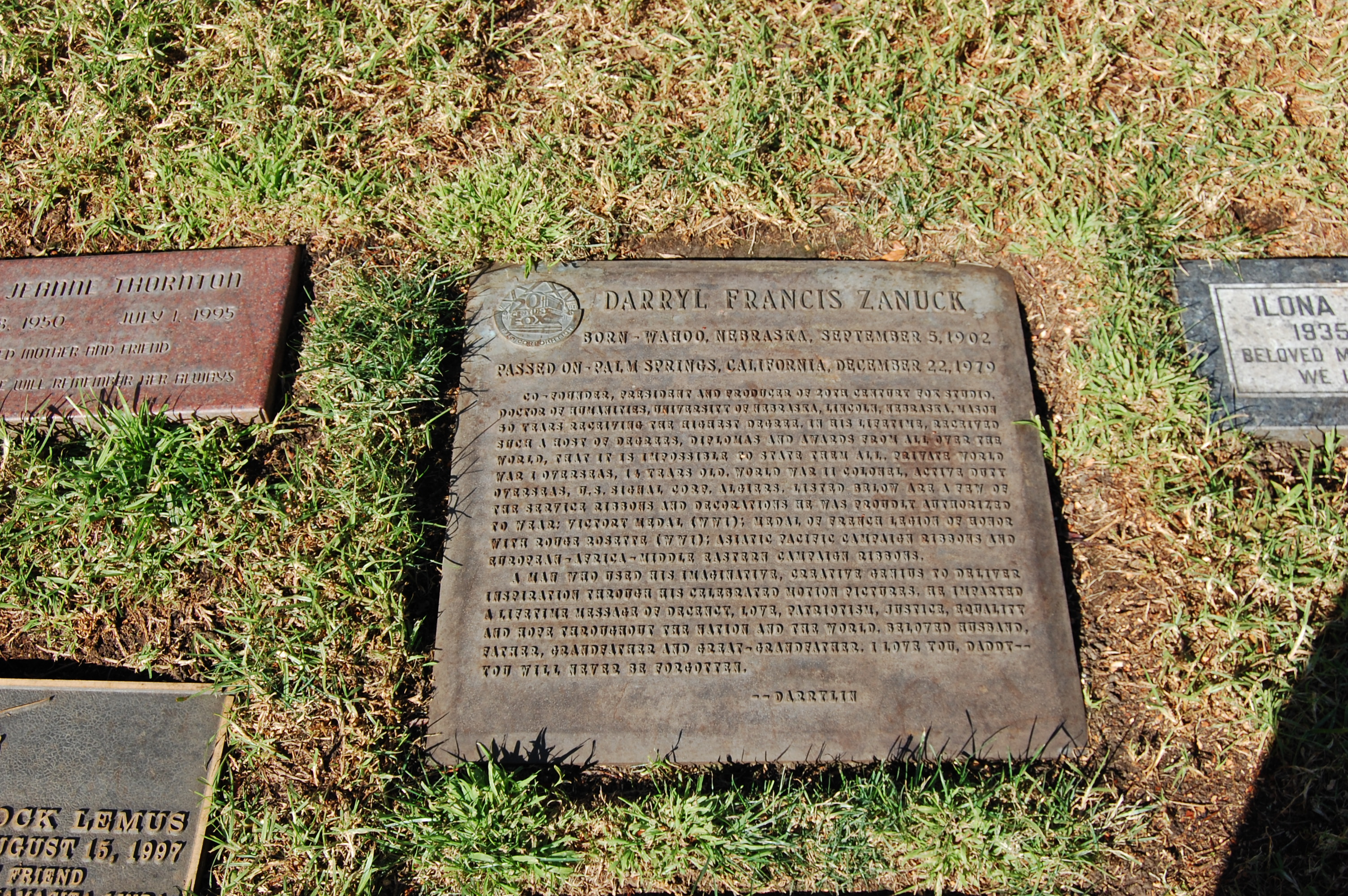
La tomba di Darryl Zanuck al Westwood Village Memorial Park Cemetery.

Diventa produttore indipendente dal 1956 e nel 1962 è l'unico non accreditato dei registi del film Il giorno più lungo. Dal 1962 al 1971 diventa presidente della Fox e tenta di risollevarla dalla difficile situazione finanziaria dovuta al flop di Cleopatra (1963) di Joseph L. Mankiewicz. Suo figlio Richard D. Zanuck è anch'egli produttore cinematografico, che ha prodotto, tra gli altri, molti film del regista Tim Burton: Planet of the Apes - Il pianeta delle scimmie, Big Fish - Le storie di una vita incredibile, La fabbrica di cioccolato, Sweeney Todd - Il diabolico barbiere di Fleet Street, Alice in Wonderland, Dark Shadows e Frankenweenie. Grande fumatore di sigari, morì per un cancro alla mascella all'età di 77 anni, e fu sepolto al Westwood Village Memorial Park Cemetery.

## Filmografia parziale

### Produttore
- I lupi della City (Tenderloin), regia di Michael Curtiz (1928)
- The Doorway to Hell, regia di Archie Mayo - produttore esecutivo, non accreditato (1930)
- Nemico pubblico (The Public Enemy), regia di William A. Wellman (1931)
- Tentazioni (The Cabin in the Cotton), regia di Michael Curtiz (1932)
- 20.000 anni a Sing Sing (20.000 Years in Sing Sing), regia di Michael Curtiz (1932)
- Uomini nello spazio (Parachute Jumper), regia di Alfred E. Green (1933)
- Lo zio in vacanza (The Working Man), regia di John G. Adolfi (1933)
- Rinunzie (Gallant Lady), regia di Gregory La Cava (1933)
- Un'ombra nella nebbia (Bulldog Drummond Strikes Back) di Roy Del Ruth (1934)
- Gli amori di Benvenuto Cellini (The Affairs of Cellini), regia di Gregory La Cava (1934)
- L'uomo che sbancò Montecarlo (The Man Who Broke the Bank at Monte Carlo), regia di Stephen Roberts (1935)
- Il medico di campagna (The Country Doctor), regia di Henry King (1936)
- Il prigioniero dell'isola degli squali (The Prisoner of Shark Island), regia di John Ford (1936)
- La reginetta dei monelli (Dimples), regia di William A. Seiter (1936)
- Alle frontiere dell'India (Wee Willie Winkie), regia di John Ford (1937)
- Il mercante di schiavi (Slave Ship), regia di Tay Garnett (1937)
- Il giuramento dei quattro (Four Men and a Prayer), regia di John Ford (1938)
- Jess il bandito (Jesse James), regia di Henry King (1939)
- La piccola principessa (The Little Princess), regia di Walter Lang (1939)
- La sposa di Boston (The Story of Alexander Graham Bell), regia di Irving Cummings (1939)
- Alba di gloria (Young Mr. Lincoln), regia di John Ford (1939)
- Too Busy to Work, regia di Otto Brower (1939)
- I ribelli del porto (Little Old New York) di Henry King (1940)
- Alla ricerca della felicità (The Blue Bird), regia di Walter Lang (1940)
- Il romanzo di Lillian Russell (Lillian Russell), regia di Irving Cummings (1940)
- Il canto del fiume (Swanee River), regia di Sidney Lanfield (1940)
- La via del tabacco (Tobacco Road), regia di John Ford (1941)
- Com'era verde la mia valle (How Green Was My Valley), regia di John Ford (1941)
- Il cigno nero (The Black Swan), regia di Henry King (1942)
- Vittoria alata, regia di George Cukor (1944)
- Bellezze rivali (Centennial Summer), regia di Otto Preminger - produttore esecutivo (1946)
- Barriera invisibile (Gentleman's Agreement), regia di Elia Kazan (1947)
- La fossa dei serpenti (The Snake Pit), regia di Anatole Litvak (1948)
- Eva contro Eva (All About Eve), regia di Joseph L. Mankiewicz (1950)
- Uomo bianco, tu vivrai! (No Way Out), regia di Joseph L. Mankiewicz (1950)
- Viva Zapata!, regia di Elia Kazan (1952)
- Le nevi del Chilimangiaro (The Snows of Kilimanjaro), regia di Henry King (1952)
- Sinuhe l'egiziano (The Egyptian), regia di Michael Curtiz (1954)
- Il treno del ritorno (The View from Pompey's Head), regia di Philip Dunne (1955) - produttore esecutivo
- L'uomo dal vestito grigio (The Man in the Gray Flannel Suit), regia di Nunnally Johnson (1956)
- Il re ed io (The King and I), regia di Walter Lang (1956)
- L'isola nel sole (Island in the Sun), regia di Robert Rossen (1957)
- Il sole sorgerà ancora, regia di Henry King (1957)
- Sessualità (The Chapman Report), regia di George Cukor (1962)
- Il giorno più lungo (The Longest Day), regia di Ken Annakin, Andrew Marton, Bernhard Wicki (1962)

### Produttore esecutivo
- Radiofollie (Sing, Baby, Sing), regia di Sidney Lanfield (1936)
- Il richiamo del nord (Wild Geese Calling), regia di John Brahm (1941)
- Una notte a Rio (That Night in Rio), regia di Irving Cummings (1941)
- Il ventaglio (The Fan), regia di Otto Preminger (1949)
- Il barbaro e la geisha (The Barbarian and the Geisha), regia di John Huston (1958)

### Regista
- Il giorno più lungo (The Longest Day), insieme a Ken Annakin e Bernhard Wicki (1962)

### Sceneggiatore
- Attraverso il Pacifico, regia di Roy Del Ruth - adattamento (1926)
- Notte di Capodanno a New-York (Wolf's Clothing), regia di Roy Del Ruth (1927)
- My Man, regia di Archie Mayo - soggetto (1928)
- Papà mio! (Say It with Songs), regia di Lloyd Bacon - soggetto (1929)
- Maybe It's Love, regia di William A. Wellman (1930)
- The Life of the Party, regia di Roy Del Ruth - soggetto (con il nome Melville Crossman) (1930)
- La grande strada bianca (Alexander's Ragtime Band), regia di Henry King (1938)

### Film o documentari dove appare Zanuck
- The Casting Couch, regia di John Sealey - video con filmati di repertorio (1995)